# Акулов, Михаил Павлович
Михаи́л Па́влович Аку́лов (род.16 августа 1960 года, Москва) — российский деятель железнодорожного транспорта, в отставке с мая 2019 года. В 2005-2017 годах — вице-президент по пассажирским перевозкам ОАО «РЖД», в 2004–2005 годах — руководитель Федерального агентства железнодорожного транспорта России, в 2010–2016 годах — генеральный директор ОАО «Федеральная пассажирская компания», в 2017—2019 годах советник генерального директора ОАО «РЖД». Заслуженный работник транспорта Российской Федерации (2014). Фигурант уголовного дела о мошенничестве.

## Биография
Родился 16 августа 1960 года в Москве в семье заместителя начальника Московской железной дороги по локомотивному хозяйству.
В 1982 году окончил с отличием Московский институт инженеров железнодорожного транспорта по специальности «инженер путей сообщения — электромеханик», в 1998 г. — Академию народного хозяйства при правительстве Российской Федерации, в апреле 2000 года там же окончил курсы повышения квалификации по программе «Проблемы государственного управления железнодорожным транспортом в рыночной экономике».
Работал на Московской железной дороге. Занимал должности от бригадира электровозного цеха до начальника локомотивного депо Москва-Пассажирская-Киевская.
В 1992—1998 гг. — главный ревизор по безопасности движения поездов — первый заместитель начальника Московско-Смоленского отделения Московской железной дороги.
В 1998—1999 гг. — заместитель начальника Московской железной дороги — начальник Московского-Курского отделения.
В 1999—2000 гг. — первый заместитель начальника Юго-Восточной железной дороги.
В 2000—2002 гг. — начальник Юго-Восточной железной дороги.
В 2002—2003 гг. — заместитель Министра путей сообщения Российской Федерации.

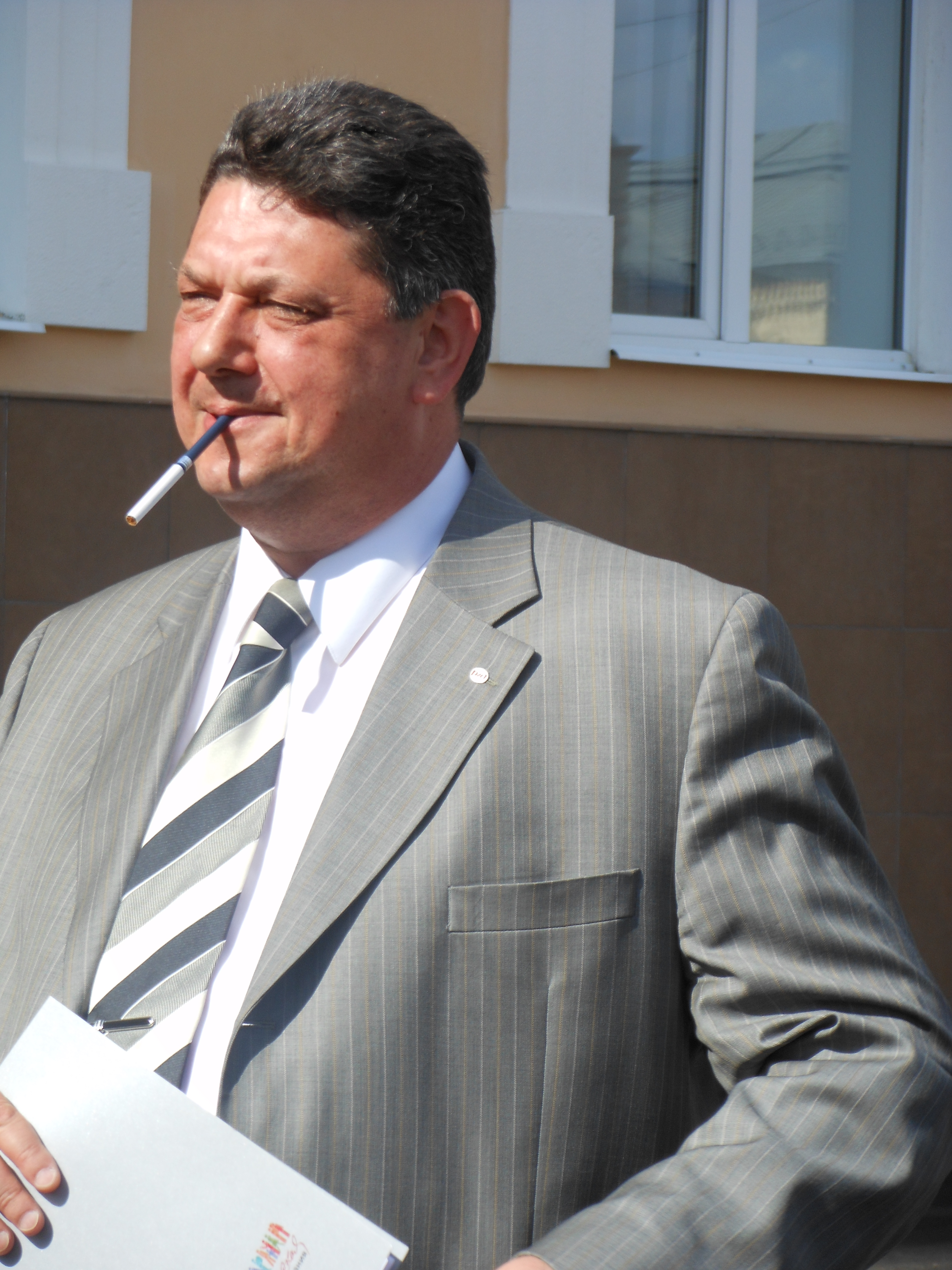
Акулов на открытии Центра управления пригородным комплексом, 18 июня 2012

В 2003—2004 гг. — первый заместитель Министра путей сообщения Российской Федерации.
С марта 2004 по ноябрь 2005 года — руководитель Федерального агентства железнодорожного транспорта Министерства транспорта РФ.
С ноября 2005 г. по май 2017 года — вице-президент ОАО «РЖД».
В мае 2009 г. назначен вице-президентом — генеральным директором Федеральной пассажирской дирекции — филиала ОАО «РЖД».
С апреля 2010 г. — январь 2016 г.— генеральный директор ОАО «Федеральная пассажирская компания».
В мае 2017 г. решением совета директоров ОАО «РЖД» освобождён от должности вице-президента и члена правления.
С 2017 по май 2019 года работал в должности советника президента ОАО «РЖД».
Освобождён от должности советника гендиректора ОАО «РЖД» в мае 2019 года.

## Уголовное дело
1 февраля 2023 года был арестован по решению Мещанского суда Москвы до 30 марта. Против Акулова возбуждено уголовное дело по ч. 7 ст. 159 УК, он обвиняется в мошенничестве, сопряжённом с неисполнением договорных обязательств, повлёкшем причинение ущерба в особо крупном размере. 3 июля 2023 года Мосгорсуд перевел Акулова из СИЗО под домашний арест. В декабре 2023 года Прокуратура РФ установила, что «в действиях Акулова М.П. отсутствует состав преступления».

## Личная жизнь
Женат, имеет сына и дочь.

## Награды и звания
- Заслуженный работник транспорта Российской Федерации (5 декабря 2014) — за заслуги в области транспорта и многолетний добросовестный труд[7]
- Благодарность Президента Российской Федерации (6 декабря 2003) — за большой вклад в ликвидацию последствий стихийного бедствия в южных регионах России
- Награждён тремя медалями, знаком «Почётный железнодорожник»